# 数量化理論
数量化理論（、英: Hayashi's quantification methods）は、統計数理研究所元所長の林知己夫によって1940年代後半から50年代にかけて開発された日本独自の多次元データ分析法である。
数量化理論にはI類、II類、III類、IV類、V類、VI類までの6つの手法があり、現在、I類からIV類までがよく知られている。この何類という名称は、1964年に社会心理学者の飽戸弘（元東洋英和女学院大学学長、東京大学名誉教授）によって命名され、定着した。

## 概要
程度、状態、はい／いいえ、有無など、数値データ（量的データ）ではないデータ（質的データ）を分析するために、それらに強制的に数値を割り付けて既存の多変量解析手法を用いたり、
質的データ間の類似度を定義し、それに基づいた相互関係の解析を行う手法群である。
ダミー変数の導入による質的データの数値化により、次のことを行う。
- 数量化I類 - 回帰分析を行う。
- 数量化II類 - 判別分析を行う。
- 数量化III類 - 主成分分析あるいは因子分析に対応する。
- 数量化IV類 - 多次元尺度構成法 (MDS) に包含される。

## 類似する手法
日本国内で開発されて普及したが、海外においても本質的に同種の手法が提唱されていたものも少なくない。中には本質的に同一でありながら名称が異なっているので当初着目されず、今日になってその成果が再評価される例などもある。
- 数量化III類は、各国で独立に同じ解を与える手法が発展してきており、下記は本質的に同じものである。
  - ジャン＝ポール・ベンゼクリ（フランス語版）（パリ第6大学）によって1970年代初頭に開発されたコレスポンデンス分析（英語版）（対応分析）
  - 西里静彦による双対尺度法 (dual scaling)
  - Albert Gifi による等質性分析 (homogeneity analysis)